# Дальневосточный сцинк
Дальневосточный сцинк (лат. Plestiodon finitimus) — вид ящериц из семейства сцинковых. Распространён в центральной и северо-восточной Японии и на острове Кунашир в России.

## Таксономия
Вид был описан в 2012 году по результатам молекулярно-генетического анализа сцинков рода плестиодоны из Японии. Согласно результатам этого исследования, Японию населяют три криптических вида плестиодонов: Plestiodon japonicus на островах Кюсю, Сикоку, на западе Хонсю и прилежащих островах, Plestiodon latiscutatus на полуострове Идзу и прилежащих островах, и третий вид на северо-востоке Хонсю и Хоккайдо, описанный как Plestiodon finitimus. Предполагается, что этот вид населяет и остров Кунашир, однако для подтверждения этого требуются дополнительные исследования.

## Внешний вид

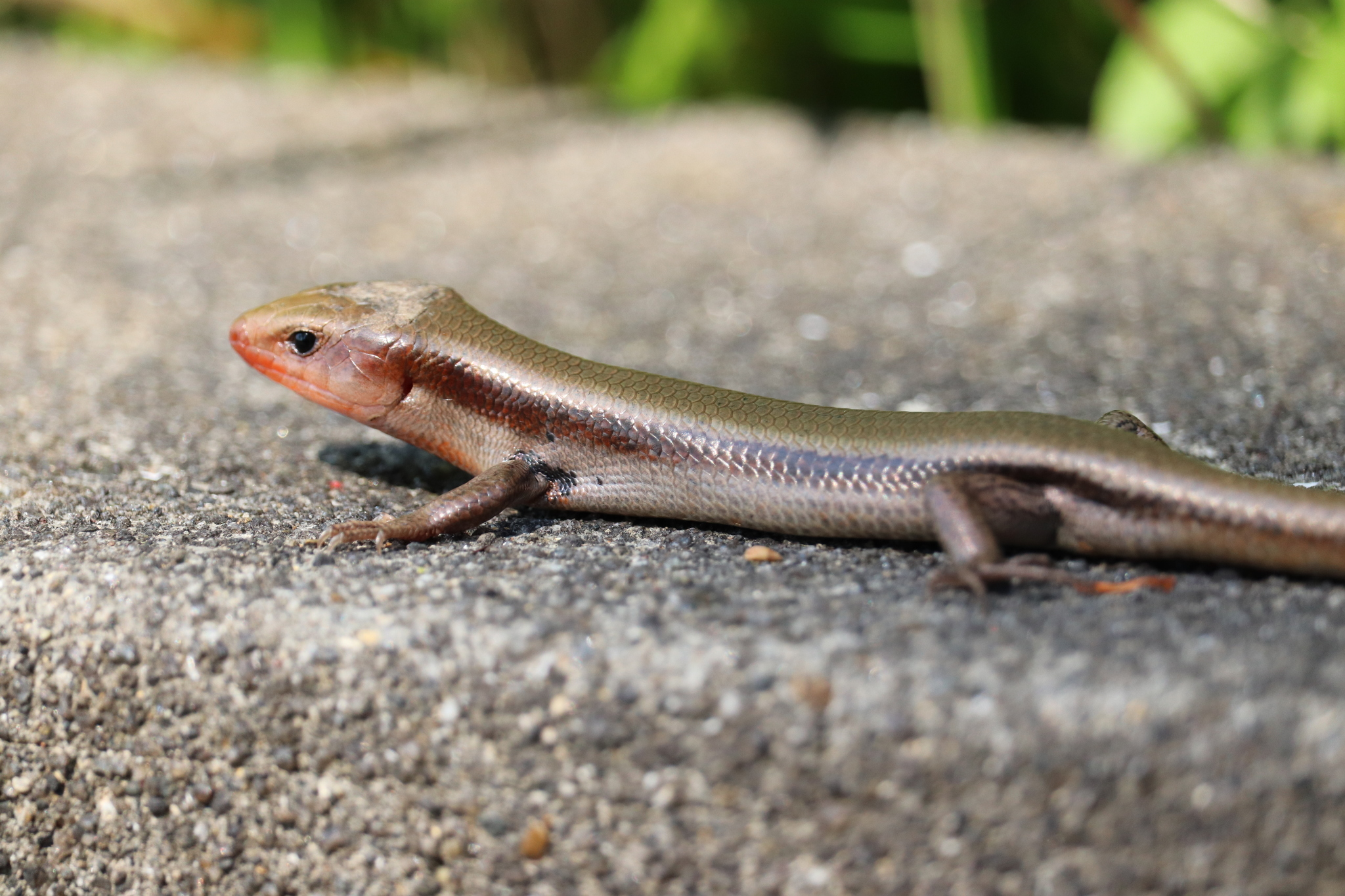
Брачная окраска самца

Мелкий сцинк с длиной тела, не превышающей 8 см. Хвост в 1,5 и более раз длиннее тела. Имеет стройное телосложение и хорошо развитые конечности. Ряды чешуй в средней части спины слабо расширены. Спереди от ушного отверстия имеются 2—3 мелкие чешуйки, загнутые назад. Надносовые щитки отделяют межчелюстной от лобно-носового. Последний обычно вклинивается между предлобными. Как правило, имеется небольшой задненосовой щиток. Окраска и рисунок изменчивы. У неполовозрелых особей тело тёмно-каштановое с золотисто-жёлтыми продольными полосами, которые идут от морды до основания хвоста. Центральная полоса на голове раздваивается на переднем конце головы и соединяется на затылке. Хвост ярко-синий с зеленоватым основанием. Взрослые особи с оливково-серой спиной и широкими тёмно-каштановыми полосами по бокам. Сверху они ограничены узкими светлыми полосками. В брачный сезон самцы приобретают ярко-розовую окраску брюха и ярко-коралловую — горла.

## Ареал и места обитания
Распространён в центральной и северо-восточной Японии, включая прилегающие мелкие острова, за исключением полуострова Идзу и одноимённых островов, а также на Дальнем Востоке России. В Японии западная граница ареала проходит по полуострову Кии, восточному и северному берегу реки Бива, западному берегу нижнего течения реки Фудзи, северному склону Фудзиямы и восточному берегу реки Сакава.
В России вид достоверно обитает только на острове Кунашир, однако имеются также требующие подтверждения находки в Приморском и Хабаровском краях. На Кунашире дальневосточный сцинк известен у Нескучинских, Верхне- и Нижне-Докторских, Верхне- и Нижне-Менделеевских, Третьяковских, Столбовских и Алексинских геотермальных источников, где занимает участки с песчаным грунтом, редкой растительностью и выходами скальных пород. Как правило он не отдаляется от источников больше чем на 1—2 км. Также известен вдоль песчаных, глинистых и каменистых берегов тёплых ручьёв Северянка, Лесная, Лечебный и Четверикова, озера Горячее и в селе Дубовом. Может также встречаться  оврагам со скудной растительностью, на открытых пространствах по границе зарослей бамбука, сумаха и гортензии, по окраинам хвойного и смешанного леса, иногда в дубовых рощах с редкими кустами шиповника и на каменистом морском побережье. Селится и в антропогенных ландшафтах. Обитает на высоте до 570 м над уровнем моря.

## Образ жизни
Питается различными мелкими беспозвоночными, в том числе насекомыми (прямокрылыми, личинками жуков, гусеницами), пауками, моллюсками, бокоплавами, многоножками, червями. Добычу активно преследуют.
Активен днём, ночью прячется в укрытия или зарывается в грунт. Из зимовки выходят весной. В центральной Японии самцы появляются с позднего марта по май. На Кунашире самцы и неполовозрелые сцинки появляются в мае, реже в апреле. Самки выходят во второй половине мая. В это время самцы устраивают брачные поединки. Спаривание происходит в конце мая — июне. Самки откладывают до шести яиц. Новорождённые ящерицы появляются в конце июня — июле на Кунашире и конце июля — начале августа в Японии (после сезона дождей). На зимовку уходят в октябре. Половой зрелости достигают на четвёртый-пятый год жизни.

## Численность и охрана

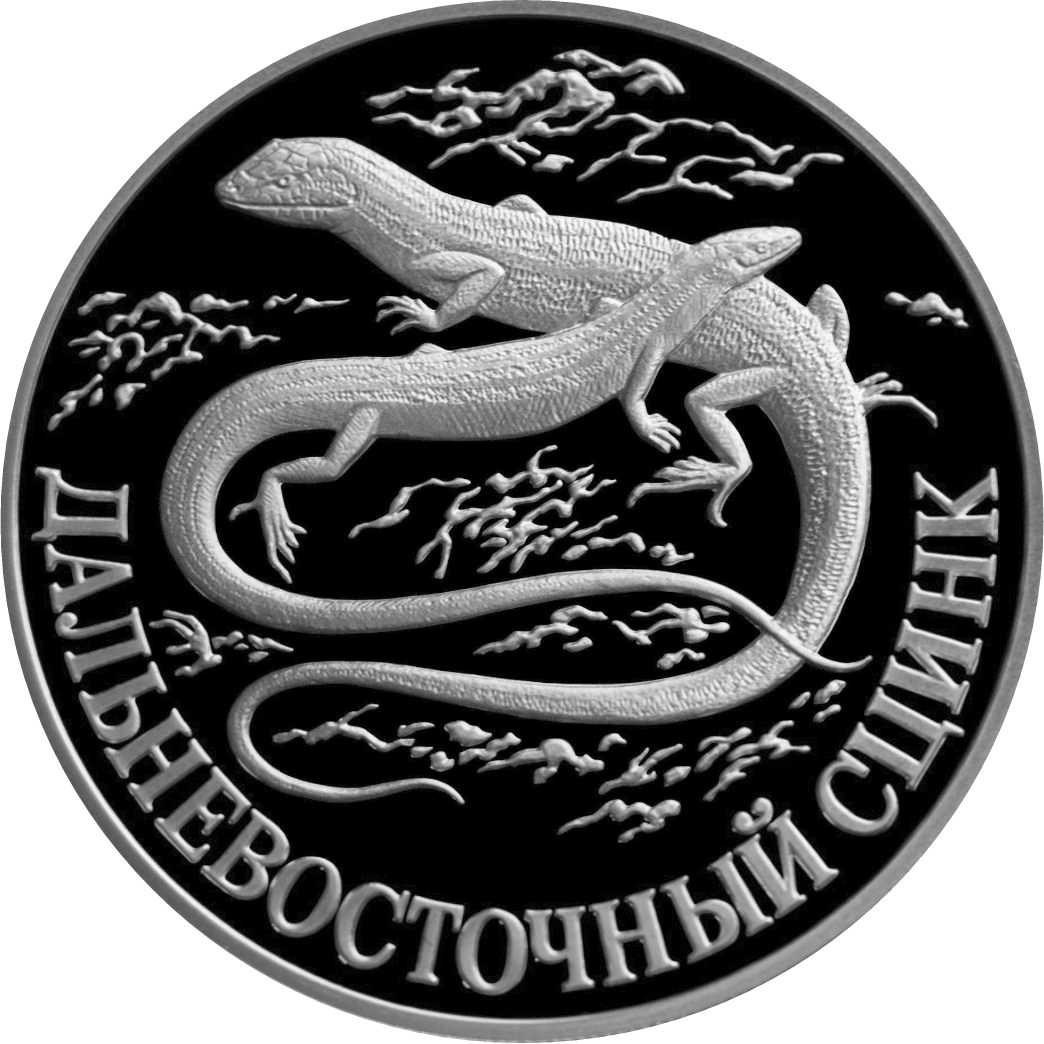
Дальневосточный сцинк. Монета Банка России — Серия: «Красная книга», серебро, 1 рубль, 1998 год

Международный союз охраны природы отнёс вид к категории вызывающих наименьшие опасения.
В центральной части острова Хонсю вид обычен, к северу становится более редким, однако в районе гор Хаккода он относительно многочислен вдоль рек у горячих источников.
На Кунашире местами обычен, достигая численности 1 особь на 10 м². В 1970—1980-х гг. общая численность сцинка на острове оценивалась в 2700—5600 особей. Вид занесён в Красную книгу России (2021) как редкий вид (категория 3) и в Красную книгу Сахалинской области как редкий вид на периферии ареала (категория 3). Охраняется в Курильском заповеднике, встречается на территории памятника природы «Вулкан Менделеева».